# KK Cibona
Košarkaški klub Cibona, poznat skraćeno kao KK Cibona, hrvatski košarkaški klub iz Zagreba.

## Povijest kluba
Klub je 24. travnja 1946. osnovan pod imenom Sloboda. U početku je često mijenjao ime (Zagreb, Vihor, Polet), da bi 1950. pristupio SD Lokomotiva i preuzeo njihovo ime. Iz Lokomotive istupaju 1975. i uzimaju sponzorsko ime Cibona (prehrambeni koncern koji su činila zagrebačka poduzeća Kraš, Franck, Badel i Voće). Ime samog sponzora po nekima dolazi od tal. cibo (hrv. hrana), a po drugima od spoja riječi CI(korija)-BO(mbon)-NA(ranča). Ime zapravo dolazi od spojenice iz latinskog cibus bonus, značenja „dobra hrana”, po čemu je dobio koncern ime. U samom početku promjene imena, zbog mlade ekipe kakva je Cibona bila i prema Mirku Novoselu, koji je bio neizostavan član kluba, kružio je šaljivo značenje imena koje je glasilo Cicibanski Institut Basketskog Oca NovoselA. Ime Cibona toliko se ukorijenilo među navijačima da se održalo i do danas, unatoč činjenici da se prehrambeni koncern po kojem su ime dobili već poodavno raspao.
Klupski nadimak je Vukovi s Tuškanca, jer je tadašnja Lokomotiva prije izgradnje današnjeg Košarkaškog centra Dražen Petrović igrala na igralištu na Tuškancu. Boja dresa im je plava. Navijači im često skandiraju "heja-heja cibosi", što je modifikacija originalnog navijanja "heja-heja lokosi" dok se klub zvao Lokomotiva. 
Smogovci od 2010. godine intenzivno prate Cibonu, što ih čini prvom organiziranom navijačkom skupinom u povijesti kluba.  
Iako krajem 2021. godine ulazi u proces restrukturiranja i osvaja Kup u veljači te prvenstvo u svibnju, klub se 2022. godine zbog dugova (sveukupno oko 40 milijuna kuna) ponovno našao pred opasnošću od gašenja i stečajnog postupka.

### Naziv kluba kroz povijest
- Sloboda (1946. – 1947.)
- Zagreb (1947. – 1948.)
- Polet (1949. – 1950.)
- Lokomotiva (1950. – 1975.)
- Cibona (1975. – 1998.)
- Cibona Siemens (1998.)
- Cibona VIP (1998. – 2005.)
- Cibona (2005. – danas)

## Klupski trofeji

### Domaći
- Prvenstvo Hrvatske (20): 1992., 1992./93., 1993./94., 1994./95., 1995./96., 1996./97., 1997./98., 1998./99., 1999/00., 2000./01., 2001./02., 2003./04., 2005./06., 2006./07., 2008./09., 2009./10., 2011./12., 2012./13.,  2018./19., 2021./22.
- Hrvatski kup (9): 1994./95., 1995./96., 1998./99., 2000./01., 2001./02., 2008./09., 2012./13., 2021./22., 2022./23.
- Prvenstvo Jugoslavije (3): 1981./82., 1983./84., 1984./85.
- Kup Jugoslavije (8): 1968./1969., 1979./80., 1980./81., 1981./82., 1982./83., 1984./85., 1985./86., 1987./88.

### Međunarodni
- Kup prvaka: 1984./85., 1985./86.,
- Kupa pobjednika kupova: 1981./82., 1986./87.
- Kup Radivoja Koraća: 1972.
- ABA liga: 2013./14.
- Uvodni turnir Eurolige: 2001.
- ACEB europski superkup: 1987.

Sastav koji je osvojio Kup Jugoslavije u Vukovaru  u športskoj dvorani Borovo 16. travnja 1980.: M. Nakić, A. Petrović, Bečić, Akik, Pavličević, Despot, Sikirić, Knego, Uzelac, Ušić, Dogan, Gospodnetić i trener Novosel.
Sastav koji je osvojio Kup europskih pobjednika kupova 1982., protiv Reala, 96:95:
Rajko Gospodnetić, Mladen Cetinja, Zoran Čutura, Damir Pavličević, Krešimir Ćosić, Mihovil Nakić, Srđan Savović, Tomislav Bevanda, Sven Ušić, Adnan Bečić, Andro Knego, Aleksandar Petrović. Trener Mirko Novosel. Pomoćni trener Željko Pavličević.
Sastav koji je osvojio Kup europskih prvaka 1985. protiv Reala, 87:78: Mihovil Nakić, Aleksandar Petrović, Adnan Bečić, Zoran Čutura, Dražen Petrović, Andro Knego, Branko Vukićević, Sven Ušić, Ivo Nakić, Franjo Arapović. Trener Mirko Novosel. Pomoćni trener Željko Pavličević.
Sastav koji je osvojio Kup europskih prvaka 1986. protiv Žalgirisa, 94:82: Mihovil Nakić, Adnan Bečić, Zoran Čutura, Damir Pavličević, Dražen Petrović, Danko Cvjetićanin, Branko Vukićević, Sven Ušić, Dražen Anzulović, Franjo Arapović. Trener Željko Pavličević. Pomoćni trener Nikola Kesler.
Sastav koji je osvojio Kup europskih pobjednika kupova 1987. protiv Scavolinija, 89:74: Mihovil Nakić, Aleksandar Petrović, Adnan Bečić, Zoran Čutura, Dražen Petrović, Andro Knego, Branko Vukićević, Sven Ušić, Danko Cvjetićanin, Franjo Arapović.

## Treneri
| - Milan Kobali - Irislav Dolenec - Branko Volfer - Boris Sinković - Vatroslav Piacun - Zdravko Momčinović - Mirko Novosel - Matan Rimac - Željko Pavličević - Vinko Jelovac | - Aleksandar Petrović - Neven Spahija - Dražen Anzulović - Josip Vranković - Danijel Lutz - Velimir Perasović - Jasmin Repeša - Slaven Rimac - Josip Sesar - Dino Repeša |

## Poznati igrači
| - Aleksandar Petrović - Franjo Arapović - Danko Cvjetičanin - Krešimir Ćosić - Gordan Giriček - Andro Knego - Dražen Petrović - Nikola Plećaš - Zoran Planinić - Nikša Prkačin - Dino Rađa | - Zdravko Radulović - Josip Sesar - Mihovil Nakić - Marko Popović - Zoran Čutura - Chucky Atkins - Dario Šarić - Bojan Bogdanović - Ivica Zubac - Ante Toni Žižić |

### Bivši igrači
- Evric Gray

## Vanjske poveznice
- KK Cibona - Službene stranice